# Damma

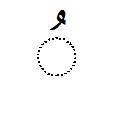
Damma

Ḍamma (Arabisch: ضَمَّة, Turks: ötre, Perzisch: zamme, Urdu: pesh) in het, is een optioneel schriftteken uit het Arabische schrift, dat voor beklinkering van teksten dient. Het dient om de korte klinker "u" (oe) aan te geven, zoals in het Duitse "rund". De damma schrijft men ongeveer als de letter waw en geeft men aan boven de te beklinkeren medeklinker.

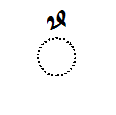
Dammatān

Voor het aangeven van de nominatiefuitgang "-u" bij bepaalde zelfstandige naamwoorden en bijvoeglijke naamwoorden gebruikt men eveneens de damma.
In het geval van een onbepaalde nominatiefuitgang is de uitgang "-un" en schrijft men twee damma-tekens onder elkaar, de dammatān. In gedrukte teksten gebruikt men meestal een speciaal teken, een damma met een haakje.

## Damma in Unicode
| Unicode Codepoint | U+064F           |
| Unicode-Name      | ARABIC DAMMA     |
| HTML              | &#1615;          |
| ISO 8859-6        | niet beschikbaar |

## Dammatān in Unicode
| Unicode Codepoint | U+064C           |
| Unicode-Name      | ARABIC DAMMATAN  |
| HTML              | &#1612;          |
| ISO 8859-6        | niet beschikbaar |

Basisalfabet: ا (alif) · 
ب (ba) · 
ت (ta) · 
ث (tha) · 
ج (jim) ·
ح (ḥa) ·
خ (kha) ·
د (dal) ·
ذ (dhal) ·
ر (ra) ·
ز (zai) ·
س (sin) ·
ش (sjin) ·
ص (ṣad) ·
ض (ḍad) ·
ط (ṭah) ·
ظ (ẓa) ·
ع (ain) ·
غ (gain) ·
ف (fa) ·
ق (qaf) ·
ك (kaf) ·
ل (lam) ·
م (mim) ·
ن (nun) ·
ه (ha) ·
و (waw) ·
ي (ya)
Aanvullende tekens: ء (hamza) ·
آ (alif madda) ·
ة (tāʾ marbūṭa) ·
ى (alif maqṣūra) ·
لا (lām-alif)
Klinkertekens: fatḥa ·
kasra ·
ḍamma ·
shadda ·
sukūn ·
waṣla